# Doctor Faustus
Doctor Faustus (Duits: Doktor Faustus) is een roman van de Duitse schrijver Thomas Mann, gepubliceerd in 1947. 

## Intrige
In de filosofische roman Doctor Faustus vertelt Mann achter het masker van de burgerlijke, enigszins pedante, humanistische classicus Serenus Zeitblom het leven van de fictieve demonische componist Adrian Leverkühn, die zijn ziel net als Faust verkoopt aan de duivel om volmaakte composities te kunnen schrijven. Leverkühn laat zich min of meer bewust besmetten met syfilis om in perioden van opspelende ziekte krachtige inspiratie deelachtig te worden. In een pathologisch te interpreteren visioen ontmoet hij op een gegeven moment de duivel ook in eigen persoon.

## Duiding
In Doctor Faustus verkent Mann het idee dat toewijding aan de kunst kan verworden tot een contract met de duivel, waarmee hij zich tevens rekenschap probeert te geven van de romantisch-muzikale, maar tegelijkertijd nihilistische factoren binnen de Duitse traditie. Door de compositie van het boek op twee tijdsniveaus, de verteltijd en de vertelde tijd, wordt Leverkühns levenslot tevens verbonden met de (voor Zeitblom) actuele geschiedenis van Duitsland. In zekere zin is het boek dan ook op te vatten als een indringende analyse van de 'fascistisch-demonische trekken van de Duitse aard'.
Inzicht in de achtergronden van Doctor Faustus verschaft Thomas Mann zelf in zijn Entstehung des Doktor Faustus (1949). Belangwekkend is zijn grote bekendheid met de Duitse muziek van de 19e eeuw, inclusief de compositietechnieken van de Schönbergschool. De literaire hoogtepunten liggen daarom volgens sommigen niet in de politieke gedeelten van het boek, maar in de beschrijving van de muzikale ervaring. Stilistisch bedient Mann zich hier van een geraffineerde montagetechniek en een kroniekachtige, vervreemdend werkende oud-Duitse stijl, die in tegenstelling staat tot zijn realistische verhaaltechniek in andere werken.
Doctor Faustus wordt wel beschouwd als het meest complexe en minst toegankelijke werk van Mann, maar in literaire zin geldt het voor menig Mann-liefhebber als een hoogtepunt in zijn oeuvre. Het werk werd in 1999 door 99 literatuurdeskundigen gekozen tot een van de tien beste Duitstalige romans van de twintigste eeuw.

## Vertaling
Het boek werd in 1985 vertaald door Thomas Graftdijk en in 2012 door Athenaeum - Polak & Van Gennep ongewijzigd opnieuw uitgegeven.

## Citaat
"Bestond er iets goddelozers dan het 'zuiver geestelijke'? Het was aan de karakterloze wereldgodsdiensten voorbehouden gebleven om van het 'gebed', sit vena verbo, bedelarij, een gratieverzoek, 'ach heer' en 'God erbarm u' te maken" <..>. "Het gebed", maakte Dr. Breisacher onverbiddelijk zijn zin af, "is de gevulgariseerde en rationalistisch verwaterde late vorm van iets zeer energieks, actiefs en sterks: de magische bezwering, de godsdwang".